# El juramento de Lagardere
El juramento de Lagardere es una película en blanco y negro de Argentina, dirigida por León Klimovsky, sobre un guion de Emilio Villalba Welsh según la novela francesa Le Bossu -El jorobado-, de Paul Feval, que se estrenó el 11 de diciembre de 1955 y que tuvo como protagonistas a : Carlos Cores, Elsa Daniel, Andrés Mejuto y Golde Flami.

## Sinopsis
Se trata de aventuras, al siglo XVII, del caballero francés Enrique (Henri) de Lagardere, disfrazado en un personaje jorobado, para su venganza por la muerte de un amigo, y de un romance con su viuda.

## Reparto
- Carlos Cores ... Enrique de Lagardere
- Elsa Daniel ... Aurora de Nevers
- Andrés Mejuto ... Duque de Gonzaga
- Golde Flami ... María de Cailou
- Ricardo Castro Ríos ... Felipe de Nevers
- Ernesto Bianco ... Marcel
- Tito Licausi
- André Norevó
- Mariano Vidal Molina
- Miguel Ligero ... Pascual
- Benito Cibrián
- Pepita Meliá .. Reina Regente
- Nathán Pinzón ... Josafat
- Fernando Segundo
- Festik Kuc

## Comentarios
La revista Set opinó :

”Un libro ya llevado a la pantalla internacional con otras versiones con intérpretes famosos. En este punto desmerece valores la nuestra cuyo esfuerzo más valía haberse aplicado a temas más atrayentes y más argentinos.”

Por su parte NG dijo :

”Le falta sinceridad, por no guardar el estilo que exigen en tales manifestaciones imprescindible agilidad en los movimientos y en el manejo de la espada.”

## Versiones anteriores y posteriores
Esta película constitue la sexta de al menos 10 versiones filmadas (cinematográficas y televisadas) del Jorobado (Le Bossu, en francés), la segunda no francófona y en lingua española (después de una primera por Jaime Salvador en 1944, el mismo año que una otra francesa por Jean Delannoy, dentro muchos ejemplos), al lado de versiones teatrales.